# Labīd
Labīd ibn Rabīʿa Abū ʿAqīl al-ʿĀmirī (arabisch لبيد بن ربيعة بن مالك أبو عقيل العامري, kurz Labīd oder Labīd ibn Rabīʿa, * um 560; † um 661 in Kufa) war ein Dichter aus dem beduinischen Stamm der Dschaʿfar. Dieser gehörte zu den Banū ʿĀmir b. Saʿsaʿa, die ihrerseits eine Untergruppe des Stammes der Hawāzin waren. Die Dschaʿfar lebten im westlichen Teil des Nadschd.
Der Überlieferung zufolge soll Labīd bereits als junger Mann durch eine im radschāz-Versmaß geschriebene Satire den Fürsten Nuʿmān II. in al-Hīra davon abgehalten haben, seinem Stamm die Gunst zu entziehen.
Im Jahr 630 soll Labīd zum Islam konvertiert sein, nachdem er den Propheten Mohammed in Medina getroffen hatte. Laut Brockelmann weisen einige seiner Gedichte islamische Einflüsse auf, daher nimmt er an, dass Labīd auch nach seiner Konversion weiterhin geschrieben hat.
Die erhaltenen Werke Labīds sind vor allem in seinem Dīwān zusammengefasst. Eine seiner Qasīden wurde außerdem in die Muʿallaqāt aufgenommen, eine Sammlung hochangesehener altarabischer Gedichte.